# Hongrie au Concours Eurovision de la chanson 2018
La Hongrie est l'un des quarante-trois pays participants du Concours Eurovision de la chanson 2018, qui se déroule à Lisbonne au Portugal. Le pays est représenté par le groupe AWS et la chanson Viszlát nyár, sélectionné comme chaque année depuis 2012 via l'émission A Dal. La Hongrie termine à la 21e place lors de la finale du Concours, recevant un total de 93 points.

## Sélection
Le diffuseur hongrois a confirmé la participation du pays le 9 octobre 2017, confirmant également l'utilisation de A Dal comme sélection.

### Format
La sélection a eu lieu chaque semaine du 20 janvier 2018 au 24 février 2018. De manière totalement identique aux éditions précédentes, trente chansons ont concouru durant la sélection qui s'est déroulée en trois phases. Trois auditions ont proposé dix chansons chacune dont six qualifiées sont sorties à chaque fois. Les demi-finales ont proposé neuf chansons chacune dont seulement quatre se sont qualifiées pour la finale. Le vainqueur a été désigné parmi les huit candidats restant au terme de la finale.

### Chansons
- Chanson retirée
- Chanson sélectionné après un retrait

| Artiste                                                  | Chanson                     |
| -------------------------------------------------------- | --------------------------- |
| Andy Roll                                                | Turn the Lights On          |
| AWS                                                      | Viszlát nyár                |
| Ceasefire X                                              | Satellites                  |
| Cintia Horváth & Tomi Balogh                             | Journey (Break Your Chains) |
| Gergely Dánielfy                                         | Azt mondtad                 |
| Fourtissimo feat. Markanera                              | Kisnyuszi a kalapban        |
| Ham ko Ham                                               | Bármerre jársz              |
| Gabi Knoll                                               | Nobody to Die For           |
| Gábor Heincz Biga                                        | Good vibez                  |
| Leander Kills                                            | Nem szól harang             |
| Living Room                                              | Kirakat élet                |
| Maszkura és a tücsökraj                                  | Nagybetűs szavak            |
| Maya 'n' Peti                                            | Nekem te                    |
| Nemzenekar                                               | Waiting                     |
| Nene zenekar                                             | Mese a királyról            |
| Nikoletta Szőke, Attila Kökény et Róbert Szakcsi Lakatos | Életre kel                  |
| Noémo                                                    | Levegőt!                    |
| Nova Prospect                                            | Vigyázó                     |
| Odett                                                    | Aranyhal                    |
| Patikadomb                                               | Jó szelet!                  |
| Peet Project                                             | Runaround                   |
| Reni Tolvai                                              | Crack My Code               |
| Roland Gulyás]                                           | H Y P N O T I Z E D         |
| SativuS                                                  | Lusta lány                  |
| Tamás Horváth                                            | Meggyfa                     |
| Tamás Vastag                                             | Ne hagyj reményt            |
| The Matter                                               | Broken Palms                |
| Viki Singh                                               | Butterfly House             |
| Viktor Király]                                           | Budapest Girl               |
| #yeahla feat. Viki Eszes                                 | 1 Szó Mint 100              |
| yesyes                                                   | I Let You Run Away          |
| Zsolt Süle                                               | Zöld a május                |

### Émissions

#### Auditions
Les auditions ont lieu les 20 et 27 janvier ainsi que le 3 février 2018. Dix chansons participeront dans chacune d'entre elles, et chaque fois, six accéderont aux demi-finales. Les chansons qualifiées seront choisies en deux temps. Tout d'abord, le jury et le public attribueront une note sur dix à chaque chanson. Au terme de la procédure, les cinq premiers du classement sont qualifiés. Ensuite, les cinq autres chansons sont soumises à un vote du public seul, au terme duquel une sixième chanson est qualifiée.
- Qualifiés par le jury et le télévote
- Qualifié par le télévote seul

##### Audition 1
| #  | Artiste                     | Chanson              | K. Frenreisz | J. Schell | M. Mező | M. Both | Télévote | Total | Place |
| -- | --------------------------- | -------------------- | ------------ | --------- | ------- | ------- | -------- | ----- | ----- |
| 1  | Living Room                 | Kirakat élet         | 8            | 7         | 7       | 7       | 7        | 36    | 7     |
| 2  | Tamás Vastag                | Ne hagyj reményt     | 7            | 7         | 7       | 7       | 8        | 36    | 7     |
| 3  | Noémo                       | Levegőt!             | 7            | 9         | 8       | 8       | 7        | 39    | 6     |
| 4  | Leander Kills               | Nem szól harang      | 9            | 9         | 9       | 9       | 8        | 44    | 1     |
| 5  | Zsolt Süle                  | Zöld a május         | 8            | 10        | 10      | 9       | 7        | 44    | 1     |
| 6  | Gabi Knoll                  | Nobody to Die For    | 8            | 9         | 9       | 8       | 6        | 40    | 5     |
| 7  | Fourtissimo feat. Markanera | Kisnyuszi a kalapban | 7            | 6         | 6       | 6       | 8        | 33    | 9     |
| 8  | Ceasefire X                 | Satellites           | 8            | 9         | 8       | 8       | 8        | 41    | 4     |
| 9  | Viktor Király               | Budapest Girl        | 9            | 9         | 8       | 8       | 9        | 43    | 3     |
| 10 | Patikadomb                  | Jó szelet!           | 7            | 7         | 6       | 6       | 7        | 33    | 9     |

##### Audition 2
| #  | Artiste          | Chanson            | K. Frenreisz | J. Schell | M. Mező | M. Both | Télévote | Total | Place |
| -- | ---------------- | ------------------ | ------------ | --------- | ------- | ------- | -------- | ----- | ----- |
| 1  | Peet Project     | Runaround          | 8            | 7         | 7       | 7       | 7        | 36    | 7     |
| 2  | Odett            | Aranyhal           | 8            | 8         | 9       | 8       | 6        | 39    | 5     |
| 3  | yesyes           | I Let You Run Away | 8            | 10        | 8       | 8       | 9        | 43    | 3     |
| 4  | Maya 'n' Peti    | Nekem Te           | 6            | 6         | 6       | 6       | 6        | 30    | 10    |
| 5  | Viki Singh       | Butterfly house    | 7            | 7         | 7       | 7       | 6        | 34    | 8     |
| 6  | SativuS          | Lusta lány         | 7            | 6         | 7       | 6       | 8        | 34    | 8     |
| 7  | Gergely Dánielfy | Azt mondtad        | 8            | 10        | 10      | 9       | 8        | 45    | 1     |
| 8  | Nene             | Mese a királyról   | 8            | 7         | 8       | 8       | 6        | 37    | 6     |
| 9  | Gábor Heincz     | Good vibez         | 9            | 9         | 9       | 8       | 8        | 43    | 3     |
| 10 | AWS              | Viszlát nyár       | 9            | 9         | 9       | 9       | 9        | 45    | 1     |

##### Audition 3
| #  | Artiste                                                 | Chanson                     | K. Frenreisz | J. Schell | M. Mező | M. Both | Télévote | Total | Place |
| -- | ------------------------------------------------------- | --------------------------- | ------------ | --------- | ------- | ------- | -------- | ----- | ----- |
| 1  | Nova Prospect                                           | Vigyázó                     | 8            | 7         | 7       | 7       | 8        | 37    | 5     |
| 2  | Cintia Horváth & Tomi Balogh                            | Journey (Break your chains) | 7            | 8         | 8       | 8       | 6        | 37    | 5     |
| 3  | Maszkura és a tücsökraj                                 | Nagybetűs szavak            | 8            | 8         | 8       | 8       | 6        | 38    | 3     |
| 4  | Roland Gulyás                                           | Hypnotized                  | 7            | 7         | 7       | 6       | 8        | 35    | 8     |
| 5  | Reni Tolvai                                             | Crack my code               | 8            | 8         | 7       | 7       | 7        | 37    | 5     |
| 6  | Ham ko Ham                                              | Bármerre jársz              | 7            | 7         | 8       | 8       | 8        | 38    | 3     |
| 7  | #yeahla feat. Viki Eszes                                | 1 szó mint 100              | 7            | 6         | 7       | 8       | 7        | 35    | 8     |
| 8  | Andy Roll                                               | Turn the lights on          | 7            | 7         | 6       | 6       | 7        | 33    | 10    |
| 9  | Tamás Horváth                                           | Meggyfa                     | 8            | 9         | 8       | 8       | 9        | 42    | 2     |
| 10 | Nikoletta Szőke, Attila Kökény & Róbert Szakcsi Lakatos | Életre kel                  | 9            | 10        | 9       | 9       | 7        | 44    | 1     |

#### Demi-finales
Les demi-finales auront lieu les 10 et 17 février. Neuf chansons participeront dans chacune d'entre elles, et chaque fois, quatre accéderont à la finale.
De façon similaire aux auditions, les qualifiés seront choisis en deux temps. Les trois premiers qualifiés seront les trois mieux classés après l'attribution des notes du jury et du public. Les six restantes seront soumises ensuite au télévote afin de désigner le quatrième finaliste.
- Qualifiés par le jury et le télévote
- Qualifié par le télévote seul

##### Première demi-finale
| # | Artiste                 | Chanson           | K. Frenreisz | J. Schell | M. Mező | M. Both | Télévote | Total | Place |
| - | ----------------------- | ----------------- | ------------ | --------- | ------- | ------- | -------- | ----- | ----- |
| 1 | Ham ko Ham              | Bármerre jársz    | 7            | 7         | 8       | 8       | 6        | 36    | 7     |
| 2 | Gábor Heincz            | Good vibez        | 9            | 9         | 9       | 8       | 7        | 42    | 3     |
| 3 | SativuS                 | Lusta lány        | 8            | 6         | 7       | 7       | 5        | 33    | 9     |
| 4 | Gabi Knoll              | Nobody to Die For | 7            | 9         | 8       | 8       | 5        | 37    | 5     |
| 5 | Maszkura és a tücsökraj | Nagybetűs szavak  | 8            | 8         | 8       | 8       | 5        | 37    | 5     |
| 6 | Zsolt Süle              | Zöld a május      | 9            | 10        | 10      | 10      | 6        | 45    | 2     |
| 7 | Roland Gulyás           | Hypnotized        | 8            | 7         | 7       | 6       | 7        | 35    | 8     |
| 8 | Gergely Dánielfy        | Azt mondtad       | 9            | 10        | 10      | 10      | 8        | 47    | 1     |
| 9 | Leander Kills           | Nem szól harang   | 8            | 8         | 8       | 9       | 8        | 41    | 4     |

##### Deuxième demi-finale
| # | Artiste                                                 | Chanson                     | K. Frenreisz | J. Schell | M. Mező | M. Both | Télévote | Total | Place |
| - | ------------------------------------------------------- | --------------------------- | ------------ | --------- | ------- | ------- | -------- | ----- | ----- |
| 1 | Cintia Horváth & Tomi Balogh                            | Journey (Break your chains) | 8            | 8         | 8       | 8       | 4        | 36    | 9     |
| 2 | AWS                                                     | Viszlát nyár                | 9            | 10        | 10      | 10      | 7        | 46    | 1     |
| 3 | Odett                                                   | Aranyhal                    | 8            | 8         | 8       | 8       | 5        | 37    | 6     |
| 4 | Viktor Király                                           | Budapest Girl               | 10           | 9         | 8       | 8       | 7        | 42    | 3     |
| 5 | Nikoletta Szőke, Attila Kökény & Róbert Szakcsi Lakatos | Életre kel                  | 8            | 9         | 8       | 8       | 4        | 37    | 6     |
| 6 | Tamás Horváth                                           | Meggyfa                     | 7            | 8         | 7       | 8       | 8        | 38    | 5     |
| 7 | Tamás Vastag                                            | Ne hagyj reményt            | 8            | 8         | 7       | 7       | 6        | 36    | 9     |
| 8 | Ceasefire X                                             | Satellites                  | 8            | 9         | 9       | 8       | 6        | 40    | 4     |
| 9 | yesyes                                                  | I Let You Run Away          | 9            | 10        | 9       | 9       | 8        | 45    | 2     |

#### Finale
La finale se déroulera le 24 février 2018. Huit artistes y participeront. Dans un premier temps, les jurys attribuent 4, 6, 8 et 10 points à leurs quatre favoris. Une fois les notes additionnées, les quatre meilleurs sont soumis à un vote du public pour désigner le vainqueur.
- Chansons qualifiées pour le second tour de vote
- Chanson gagnante

| # | Artiste           | Chanson            | Vote des jurys | Vote des jurys | Vote des jurys | Vote des jurys | Vote des jurys | Vote des jurys | Public |
| # | Artiste           | Chanson            | K. Frenreisz   | J. Schell      | M. Mező        | M. Both        | Total          | Place          | Public |
| - | ----------------- | ------------------ | -------------- | -------------- | -------------- | -------------- | -------------- | -------------- | ------ |
| 1 | Leander Kills     | Nem szól harang    | 6              | —              | —              | —              | 6              | 5              |        |
| 2 | yesyes            | I Let You Run Away | 4              | 10             | 6              | 8              | 28             | 3              |        |
| 3 | Zsolt Süle        | Zöld a május       | —              | —              | —              | —              | 0              | 7              |        |
| 4 | Tamás Horváth     | Meggyfa            | —              | —              | —              | —              | 0              | 7              |        |
| 5 | Gábor Heincz Biga | Good Vibez         | —              | —              | —              | 4              | 4              | 6              |        |
| 6 | Gergely Dánielfy  | Azt mondtad        | 8              | 8              | 10             | 10             | 36             | 1              |        |
| 7 | AWS               | Viszlát nyár       | —              | 4              | 4              | —              | 8              | 4              | 1      |
| 8 | Viktor Király     | Budapest Girl      | 10             | 6              | 8              | 6              | 30             | 2              |        |

C'est finalement le groupe AWS qui remporte la sélection. Il représentera donc la Hongrie à l'Eurovision 2018 avec la chanson Viszlát nyár.

## À l'Eurovision
La Hongrie a participé à la deuxième demi-finale, le 10 mai 2018. Terminant à la 10e place avec 111 points, le pays se qualifie pour la finale du 12 mai 2018, où il se classe 21e avec 93 points.